# Kino Přítomnost

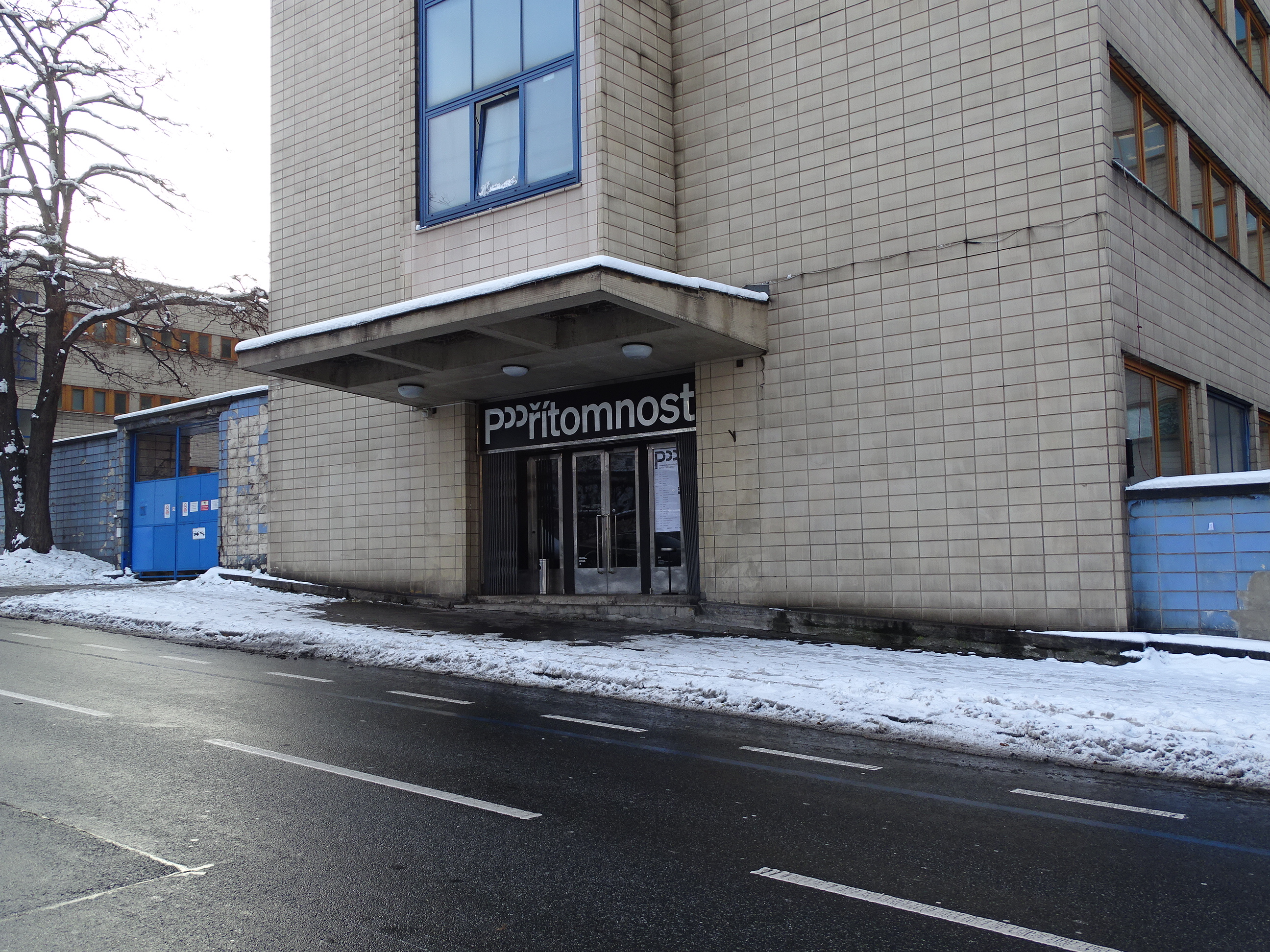
Kino Přítomnost, Siwiecova 1839/1, Praha

Kino Přítomnost patří mezi tzv. Aerokina, síť spřátelených kin. Je prvním kinem svého druhu v Praze – Boutique Cinema s pohodlným sezením a s barem přímo v sále. Funkcionalistický prostor, který se skrývá v jednom z prvních pražských mrakodrapů, je ve své nové podobě stejně odvážný, jako byla ve 30. letech 20. století samotná budova Všeobecného penzijního ústavu. 
V kině je rozestavěn nábytek, který umožňuje sedět okolo stolu a vychutnat si nabídku baru. Bar s obsluhou funguje během promítání nepřetržitě a jeho nabídka je uzpůsobena tak, aby její příprava během projekce nerušila, a přitom splnila očekávání náročného návštěvníka.
Kino otevírá minimálně půl hodinu před první projekcí, kdy je možné se v sále usadit a užít si jeho atmosféru. Po skončení projekce je možné v sále zůstat a vychutnat si vše, co bar nabízí.
Sál Přítomnost je vybaven digitálním projektorem DCI Sony SRX-R515P a serverem XTC-M10. Další vybavení: BluRay přehrávač, projekční počítač pro odbavování projekcí z videosouborů (v rozlišení až do 4K), satelitní receiver, zvuk Dolby Digital 7.1 a zařízení pro projekci podtitulků. Kapacita sálu je modifikovatelná a umožňuje až 150 míst. Sál bohužel není bezbariérově přístupný.